# Fond (Lebensmittel)

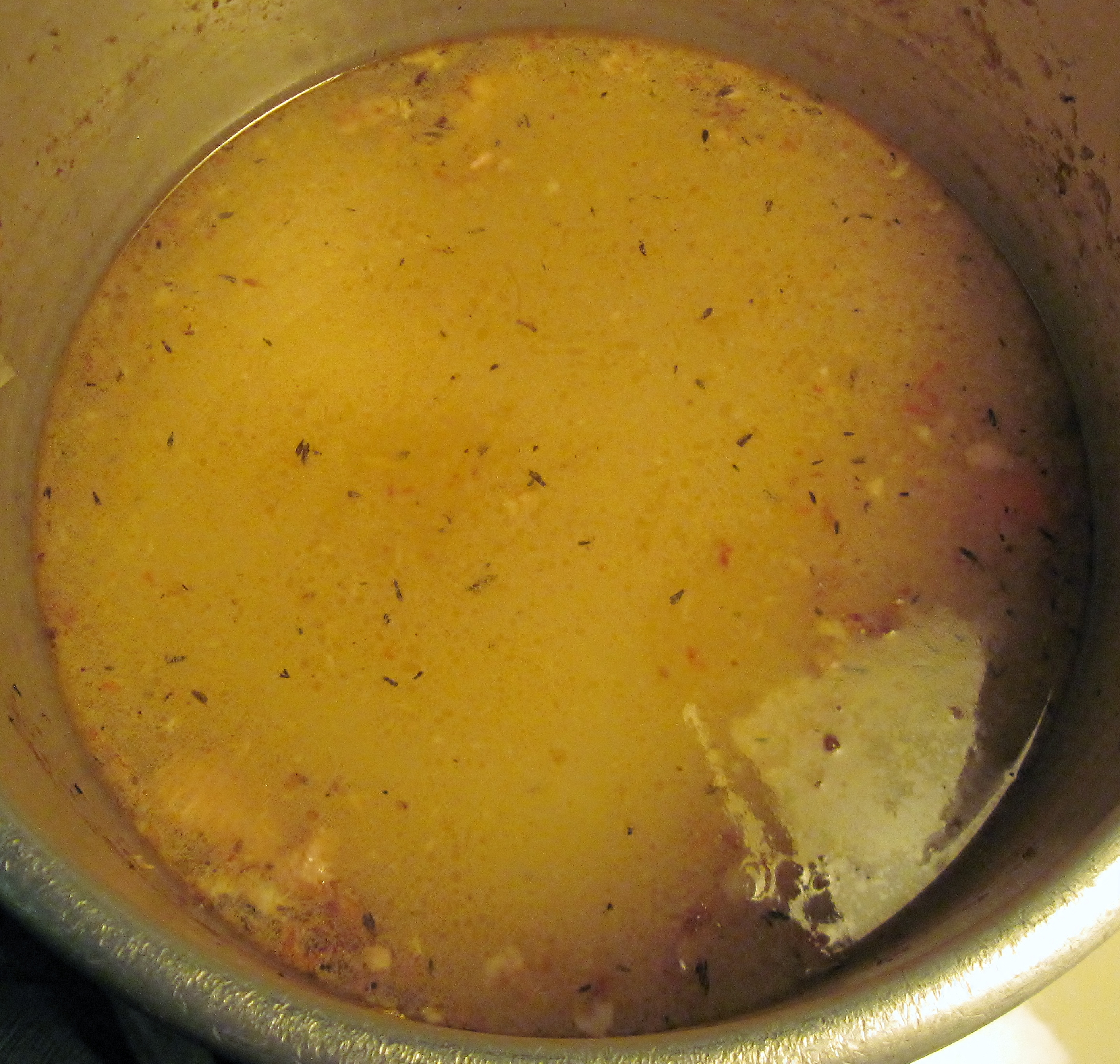
Geflügelfond

Fond (französisch für „Grundlage“), auch Grundbrühe, ist eine Flüssigkeit, die beim Braten, Dünsten oder Kochen von Gemüse, Fleisch und Knochen von Schlachttieren, Fisch, Geflügel, Wild entsteht und als Grundlage von Saucen und Suppen dient. Die Geschmacksstoffe der gegarten Lebensmittel werden dabei in salzarmem Wasser ausgekocht. Ein konzentrierter und verfeinerter Fond aus Schlachtfleisch, Geflügel oder Wild, auch von Gemüse oder Pilzen, wird als Essenz bezeichnet und als klare Suppe angeboten.
Die Basiszutat wird mit aromatisierenden Gemüsen, Kräutern und Gewürzen gekocht. Übliche Fondarten sind Bratenfond, Gemüsefond, Trüffelfond, Champignonfond, Kalbsfond, Wildfond, Geflügelfond, brauner Fond und Fischfond. Fumet ist besonders kräftiger Fischfond. 
Bei den dunklen Fonds, die für dunkle Saucen verwendet werden, erzeugt man durch schärferes Anbraten der Zutaten Röststoffe (Maillard-Reaktion), die dem Fond eine dunkle Farbe geben.
In der klassischen Gastroküche werden Fonds zur Herstellung von Grundsaucen verwendet. Je nach verwendetem Fond entsteht dabei zum Beispiel aus Fischfond eine Fischvelouté, aus Kalbsfond Velouté de veaux, aus Geflügel Velouté de volaille. Dunkler Kalbsfond eignet sich bestens zur Herstellung von dunklem Bratenjus (Jus de veau). Aus Wildfond entsteht Sauce de gibier, eine wichtige Grundlage für Wildgerichte.